# چگردان لاش (کنارک)
چگردان لاش یک روستا در ایران است که در استان سیستان و بلوچستان واقع شده‌است. چگردان لاش ۴۶۳ نفر جمعیت دارد.